# Сан Пасквале (Ређо ди Калабрија)
Сан Пасквале је насеље у Италији у округу Ређо ди Калабрија, региону Калабрија.
Према процени из 2011. у насељу је живело 225 становника. Насеље се налази на надморској висини од 4 м.